# Carex orthostemon
Carex orthostemon är en halvgräsart som beskrevs av Bunzo Hayata. Carex orthostemon ingår i släktet starrar, och familjen halvgräs.
Artens utbredningsområde är Taiwan. Inga underarter finns listade i Catalogue of Life.